# صخرة بلاي
صخرة بلاي نسبة لـ بُلاي من أَسْتُورِي عرفت باسم كوفادونجا عند الإسبان (وتعني كهف السيدة) وتعرف المنطقة عند العرب باسم صخرة بلاي. وتقع في أقصى الشمال من إسبانيا .
وقد توقفت الفتوحات الإسلامية عندها ولم تستطع الجيوش الإسلامية الوصول لها لوعورة تلك المنطقة . وكانت فيما بعد محور انطلاق هجمات الإسبان لاستعادة الأندلس (إسبانيا) من المسلمين، ولذلك عرفت أيضاً باسم «مهد إسبانيا».

## معرض الصور

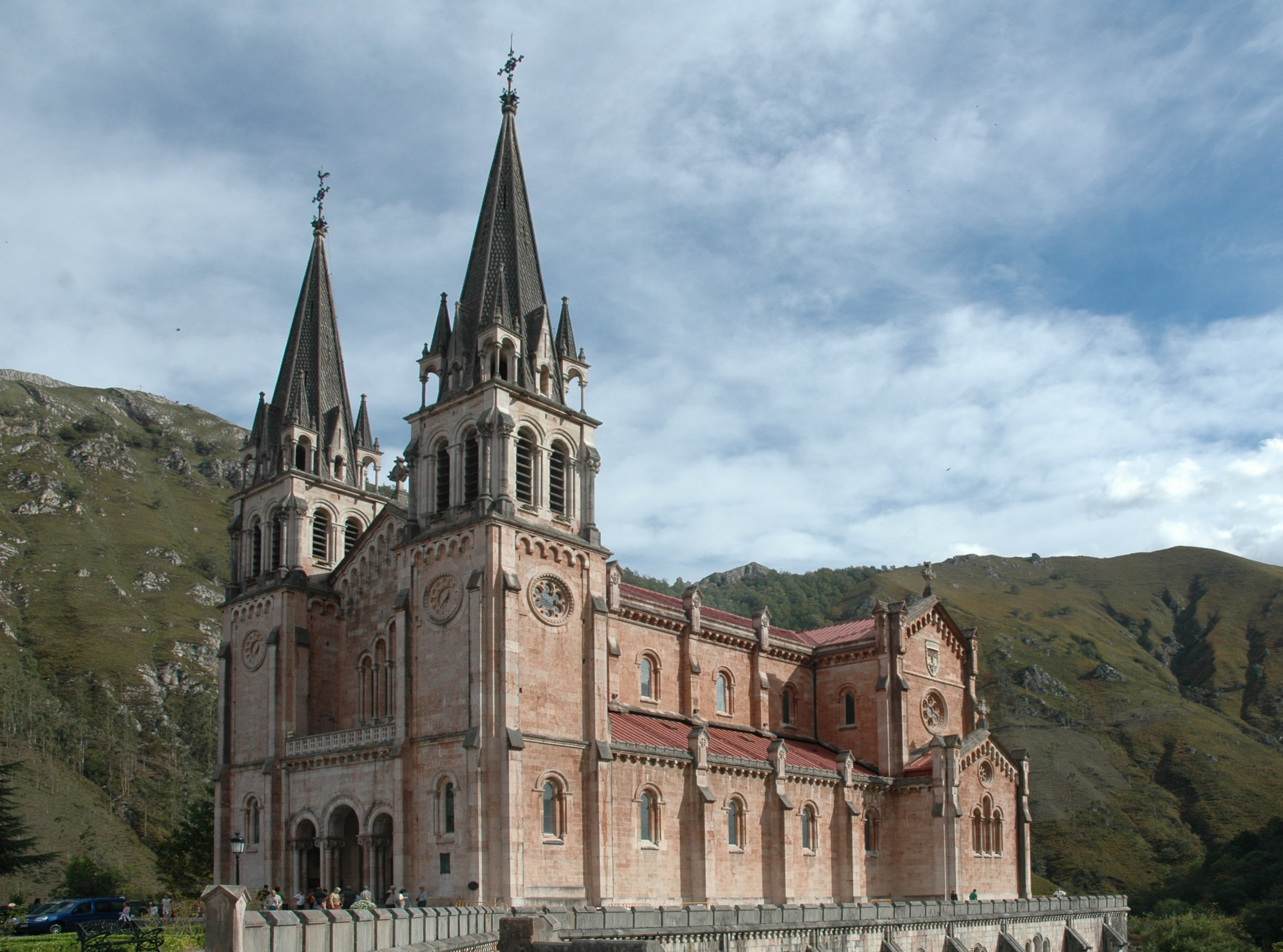
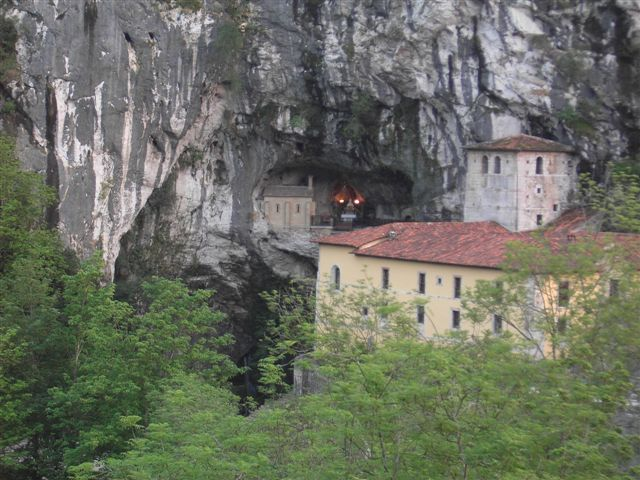
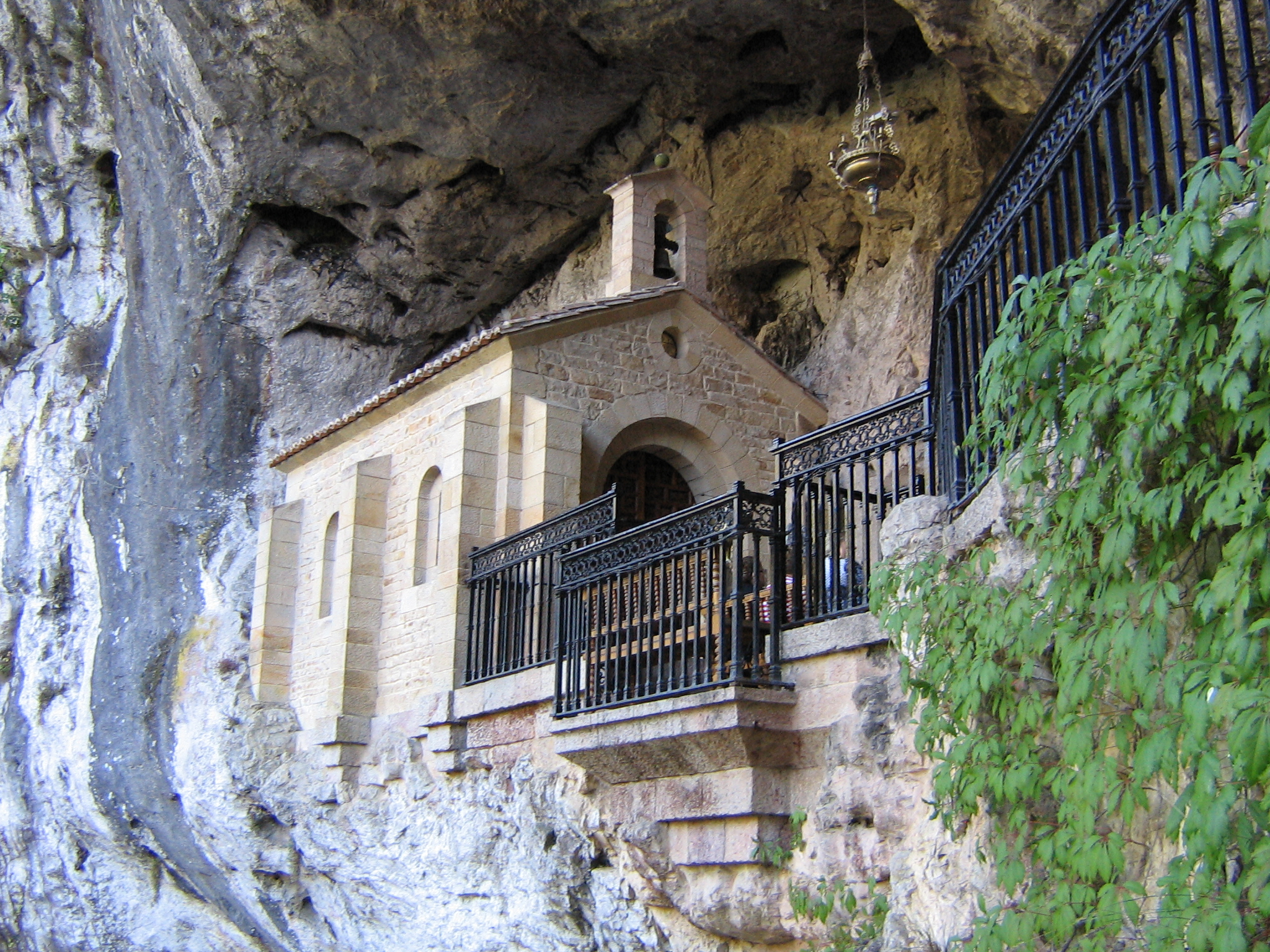
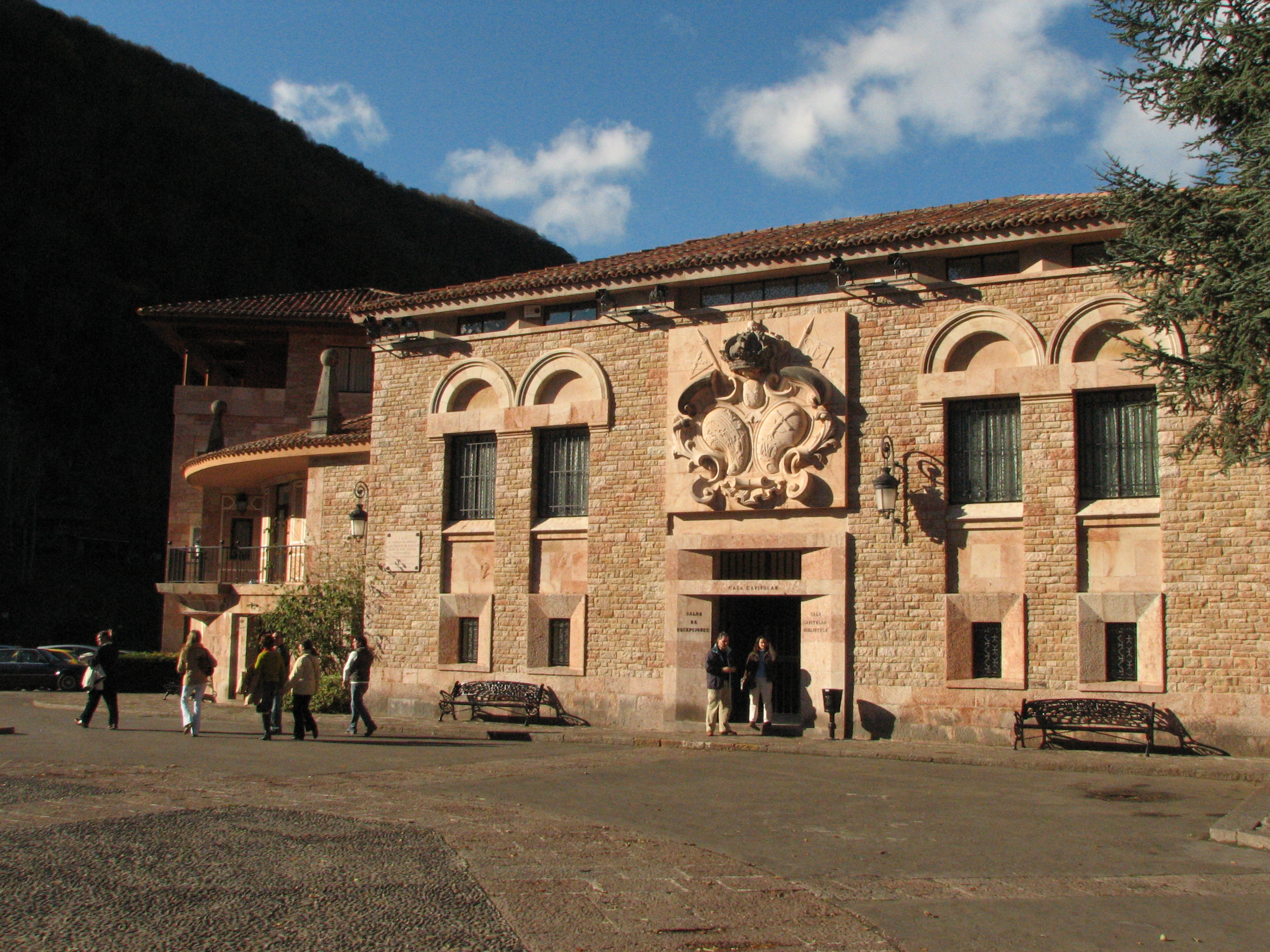
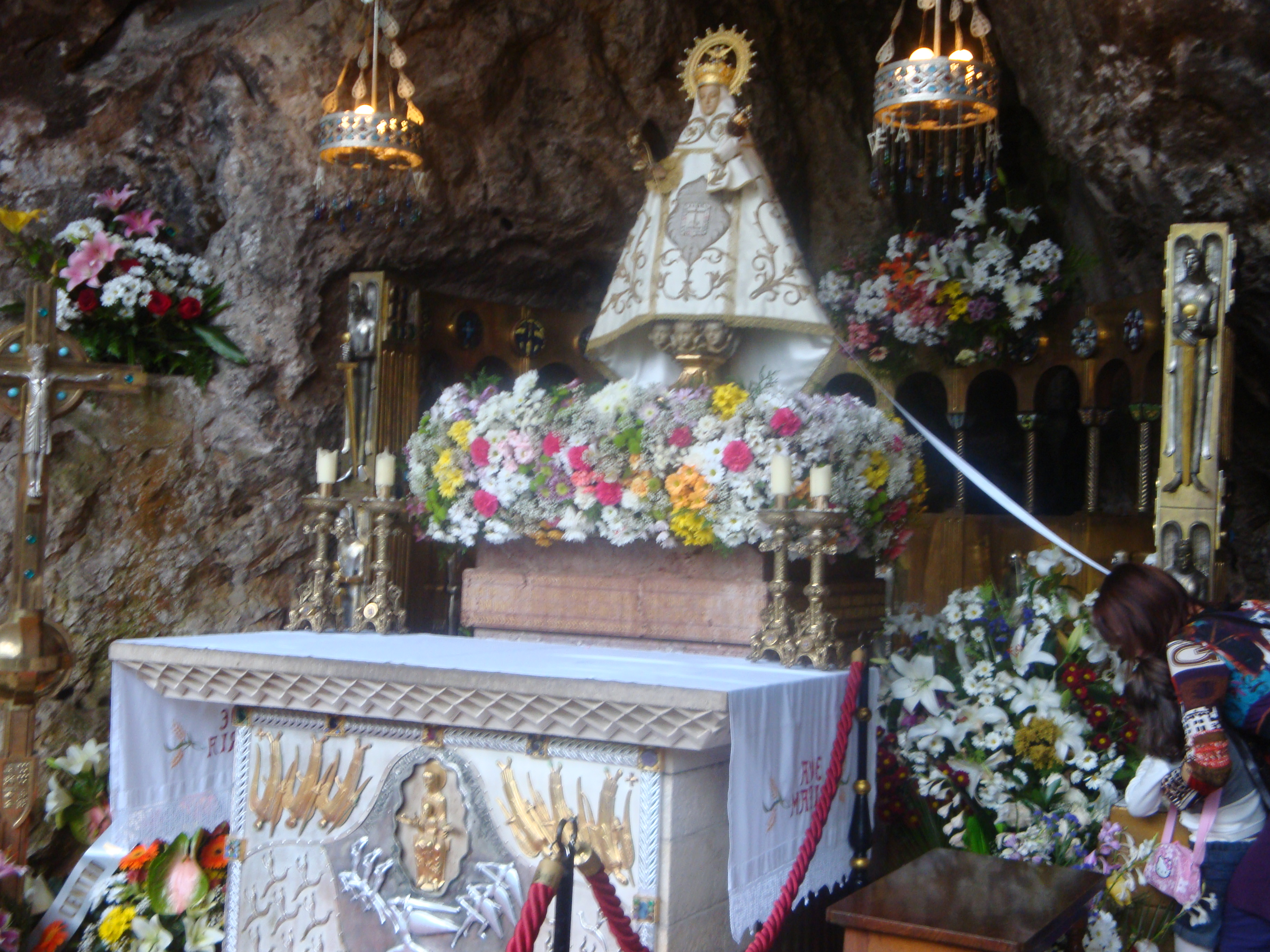
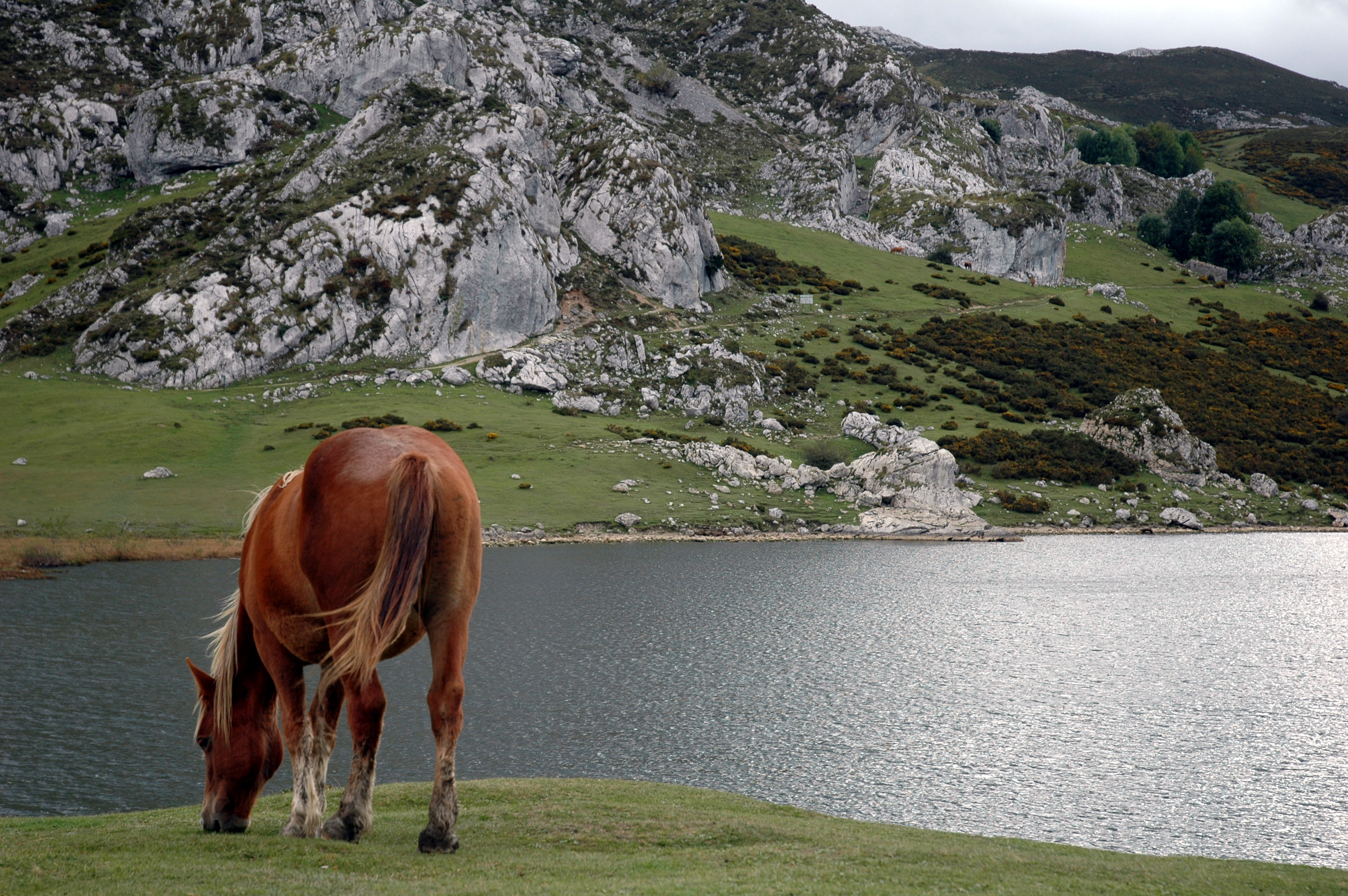
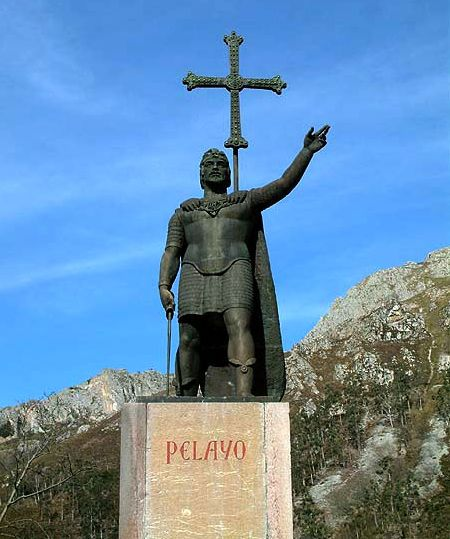